# John Forbes-Robertson
John Forbes-Robertson est un acteur britannique né le 10 mai 1928 à Worthing, Sussex de l'Ouest, et mort le 14 mai 2008. Il est principalement connu pour être apparu dans le rôle du Comte Dracula dans La Légende des sept vampires d'or.

## Filmographie partielle
- 1965 : Bunny Lake a disparu d'Otto Preminger
- 1966 : Le Prince Donegal de Michael O'Herlihy
- 1970 : Les Passions des vampires (The Vampire Lovers) de Roy Ward Baker
- 1973 : Le Caveau de la terreur de Roy Ward Baker
- 1974 : La Légende des sept vampires d'or de Roy Ward Baker
- 1981 : Venin de Piers Haggard
- 1984 : Pavillons lointains : le commandant d'escadron